# Trochosa immaculata
Trochosa immaculata là một loài nhện trong họ Lycosidae.
Loài này thuộc chi Trochosa. Trochosa immaculata được Savelyeva miêu tả năm 1972.